# Encephalartos eugene-maraisii
Encephalartos eugene-maraisii — вид голонасінних рослин класу саговникоподібні (Cycadopsida).
Етимологія: вшанування Євгена Марайса (Eugene Marais), південноафриканського натураліста і письменника, який першим повідомив про цей різновид.

## Опис
Рослини деревовиді; стовбур 2,5 м заввишки, 30–45 см діаметром. Листки 100—150 см в довжину, сині або срібні, тьмяні, хребет синій, прямий з останньою третиною різко загнутою; черешок прямий, без колючок. Листові фрагменти ланцетні; середні — 15–20 см завдовжки, 13–18 мм завширшки. Пилкові шишки 1–3, веретеновиді, коричневі, довжиною 20–40 см, 6–8 см діаметром. Насіннєві шишки 1–2, яйцевиді, коричневі, довжиною 30–50 см, 16–20 см діаметром. Насіння довгасте, довжиною 35–40 мм, шириною 23–30 мм, саркотеста оранжево-коричнева.

## Поширення, екологія
Цей вид зустрічається в провінції Лімпопо, ПАР на висотах від 1400 до 1500 м над рівнем моря. Росте на піщаних пагорбах і кам'янистих хребтах у відкритих луках і саванах.

## Загрози та охорона
Знаходиться під загрозою через надмірний збір для декоративних цілей, і це може призвести до репродуктивної недостатності. Рослини захищені в межах англ. Marakele National Park, Entabeni Private Game Reserve, Sterkrivier Training Area.

## Галерея

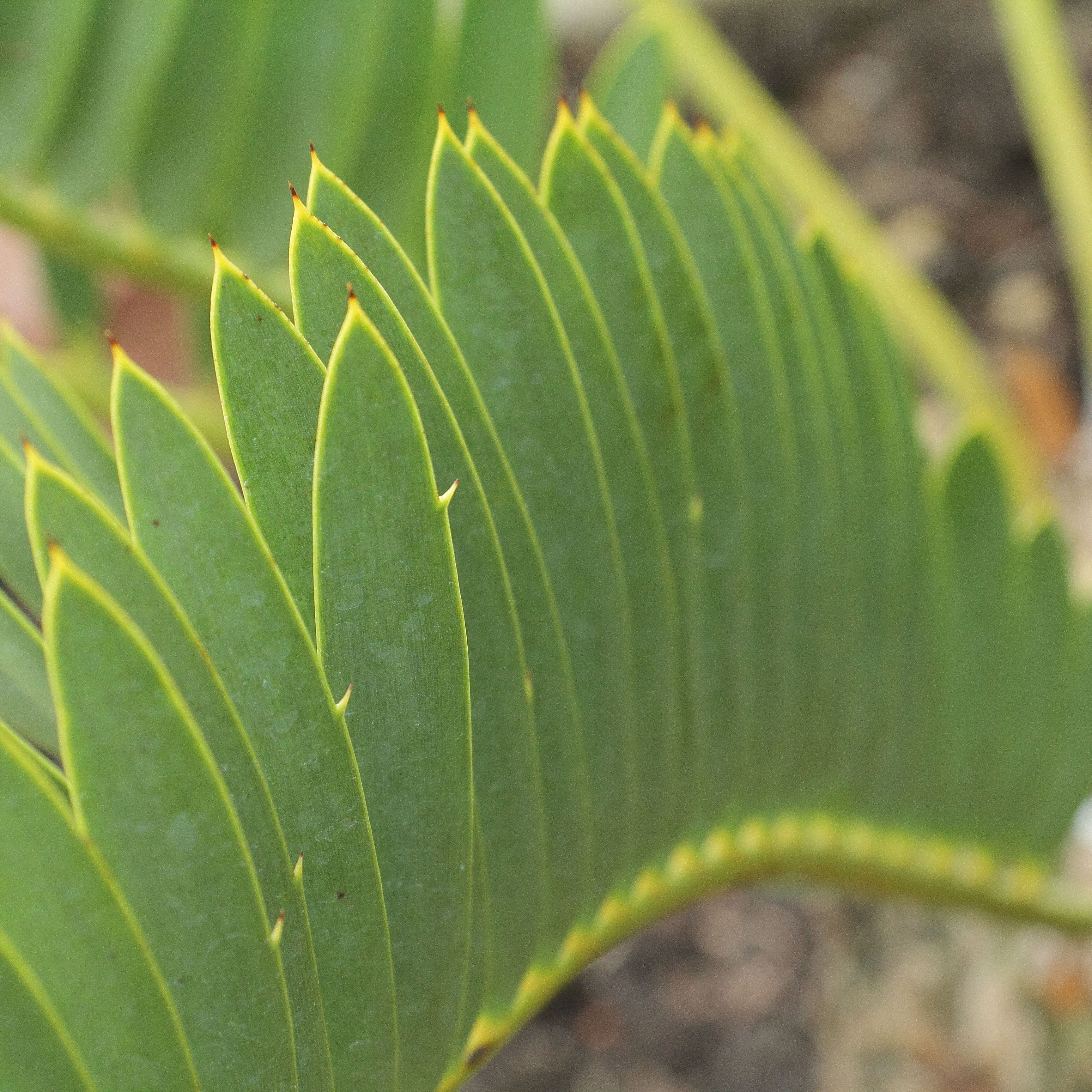
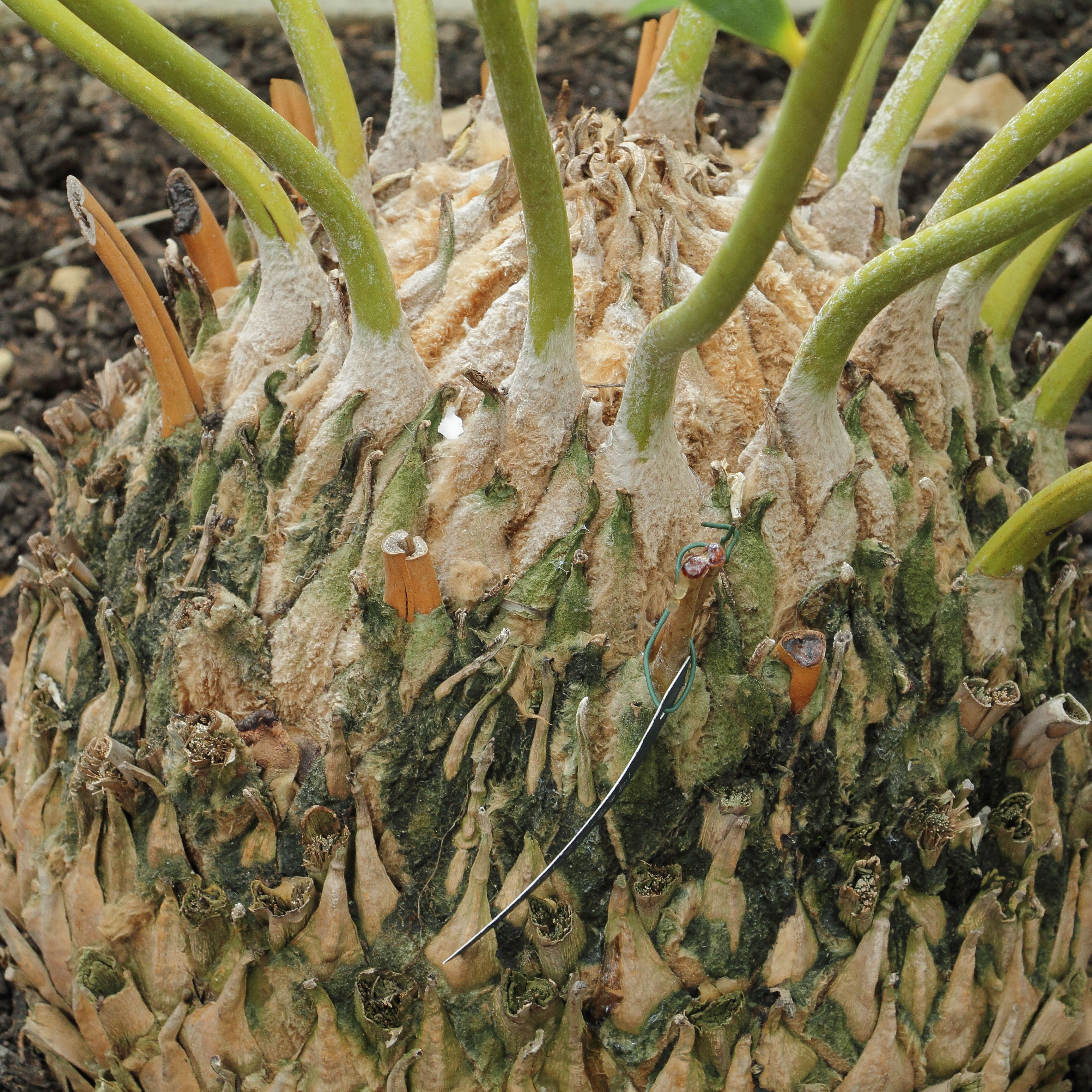
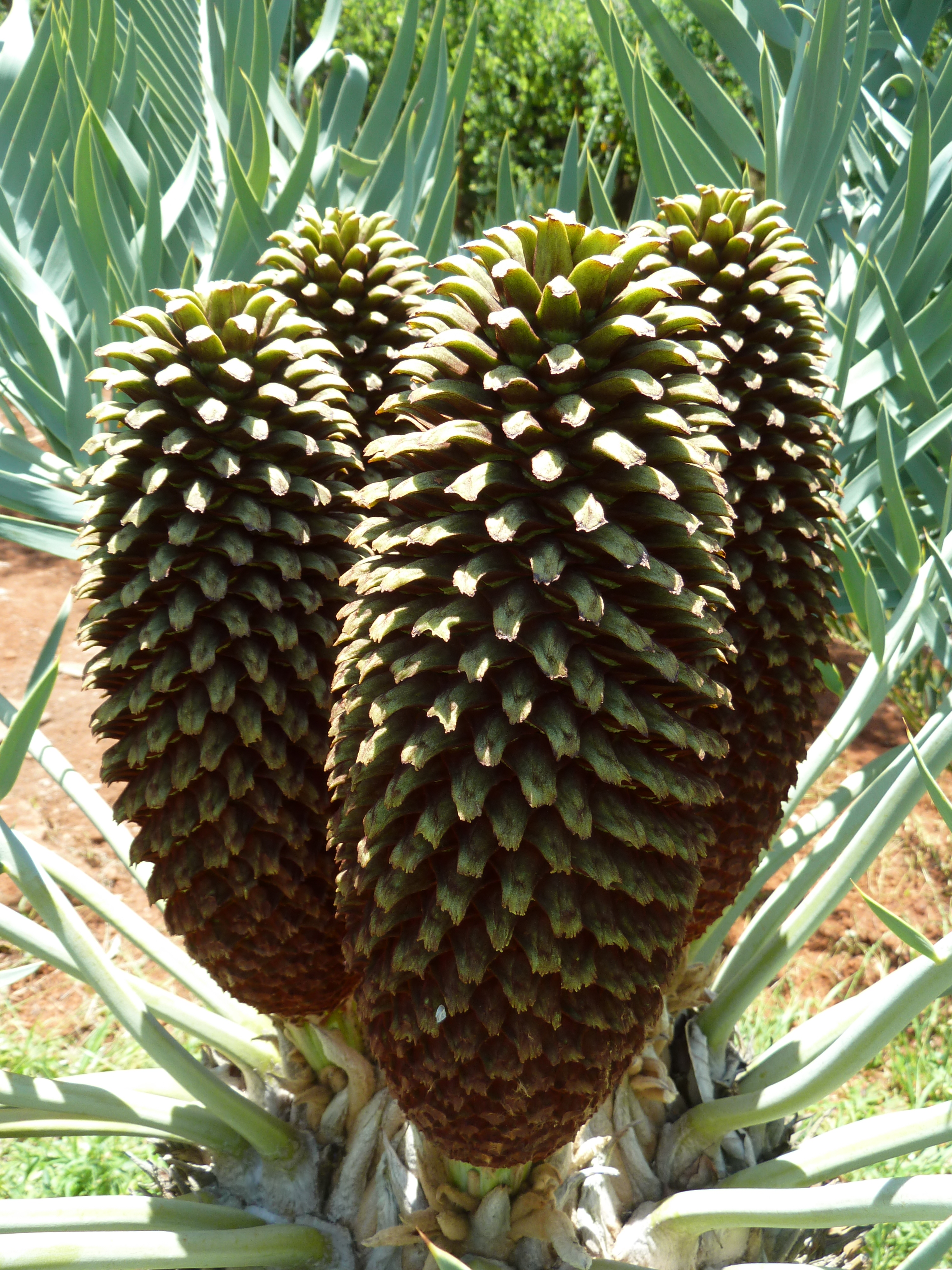
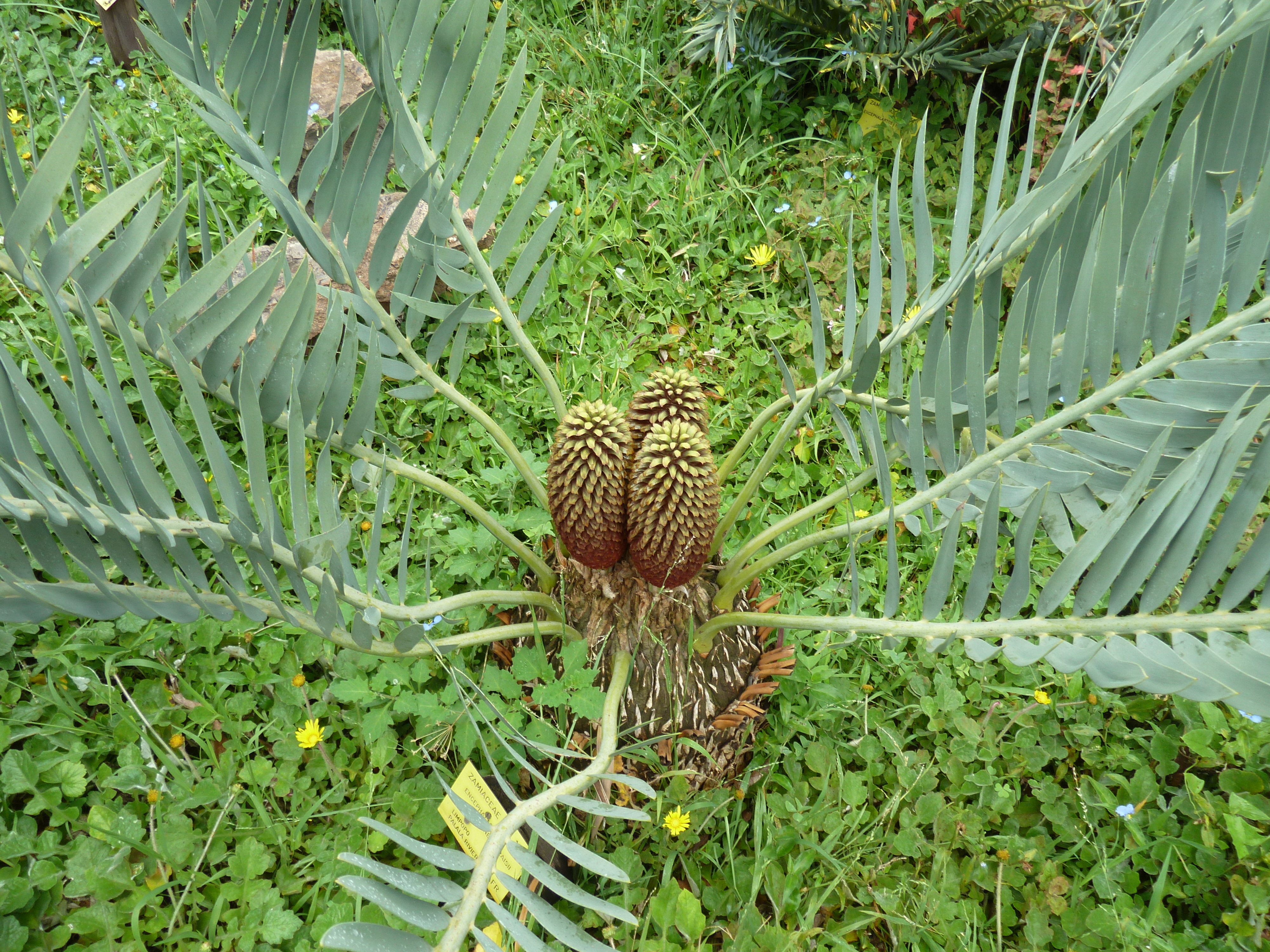
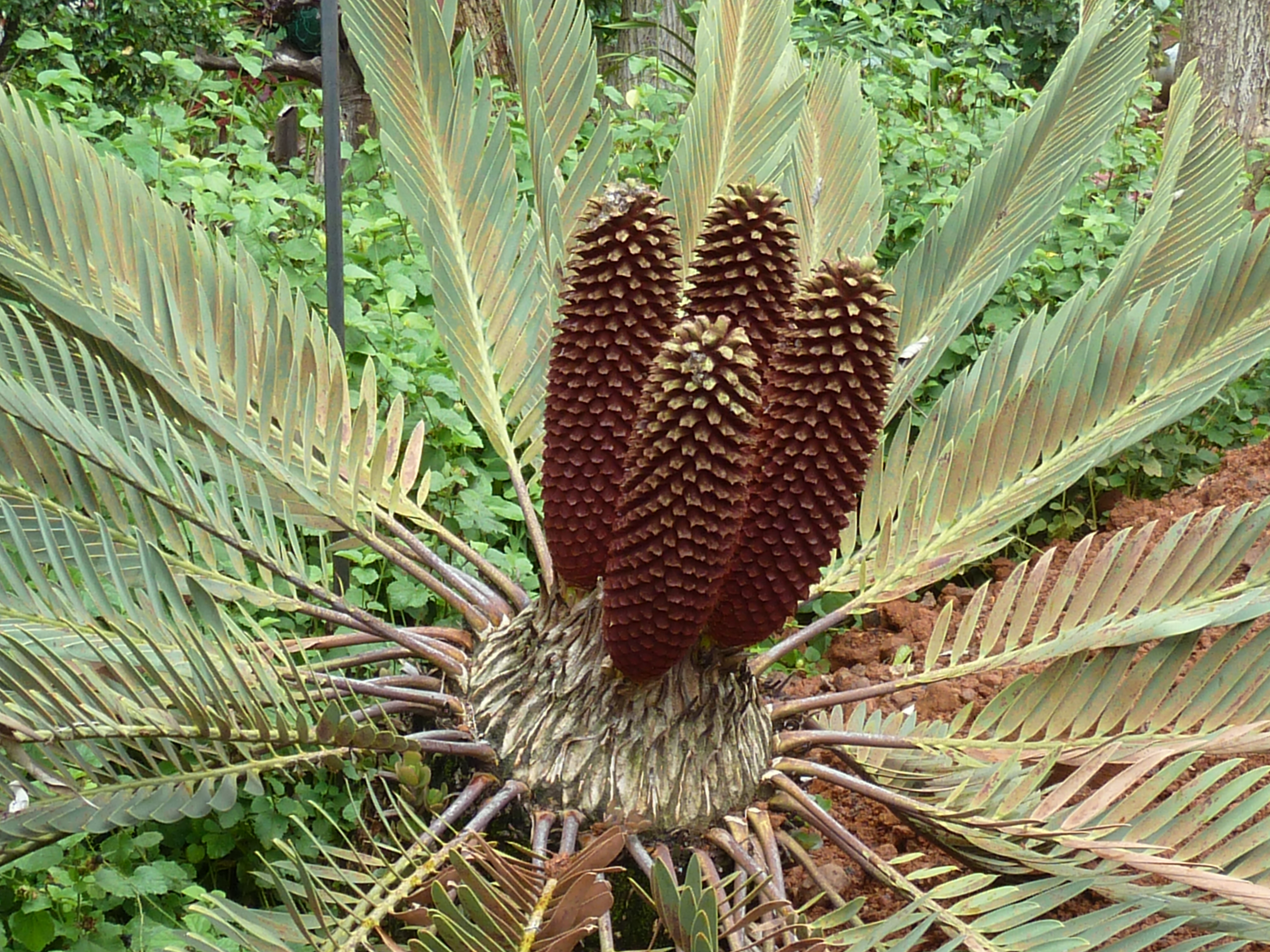
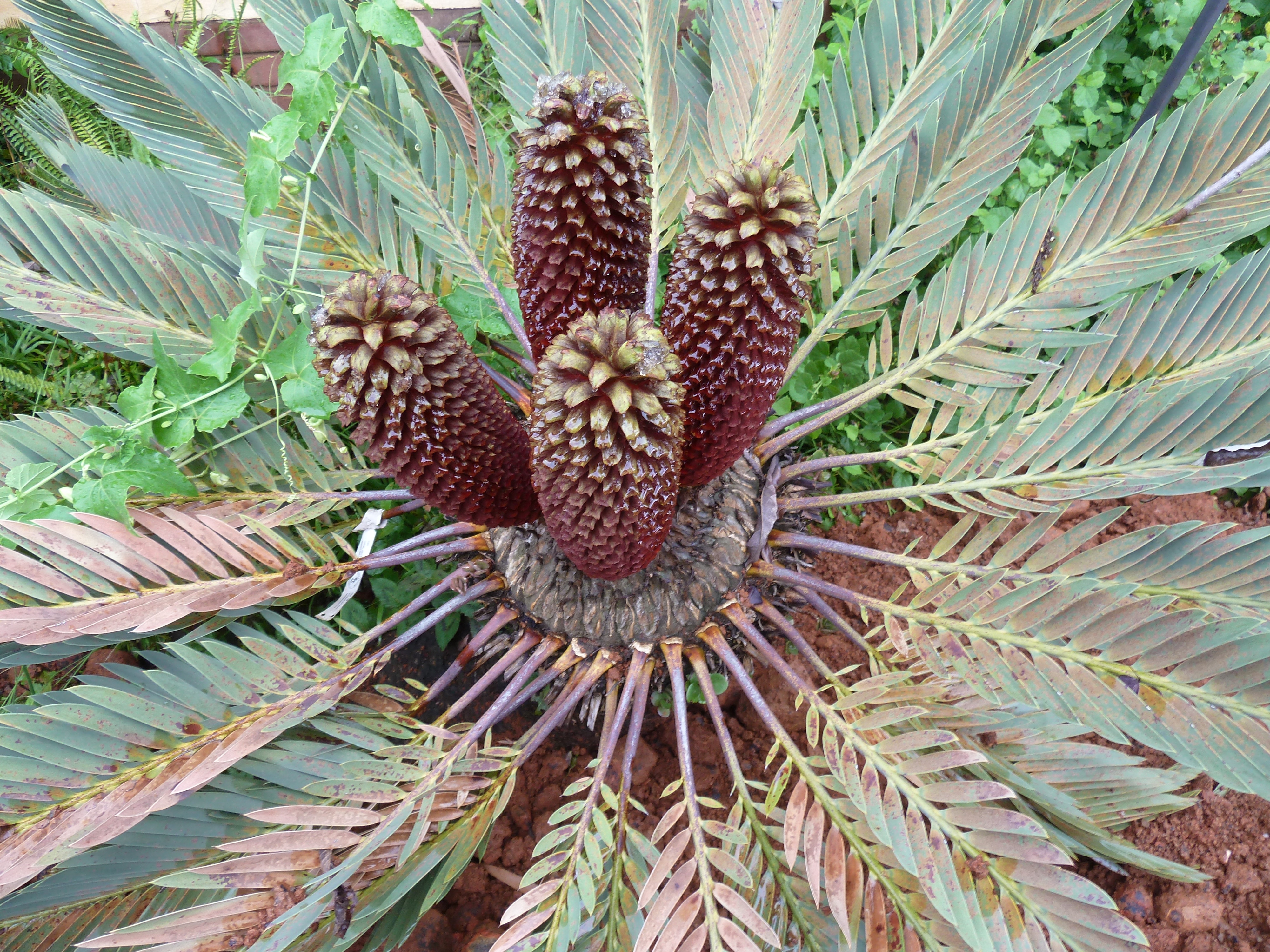

| Шишки секвоядендрону | Це незавершена стаття про голонасінні. Ви можете допомогти проєкту, виправивши або дописавши її. |